# Edicto de Saint-Germain

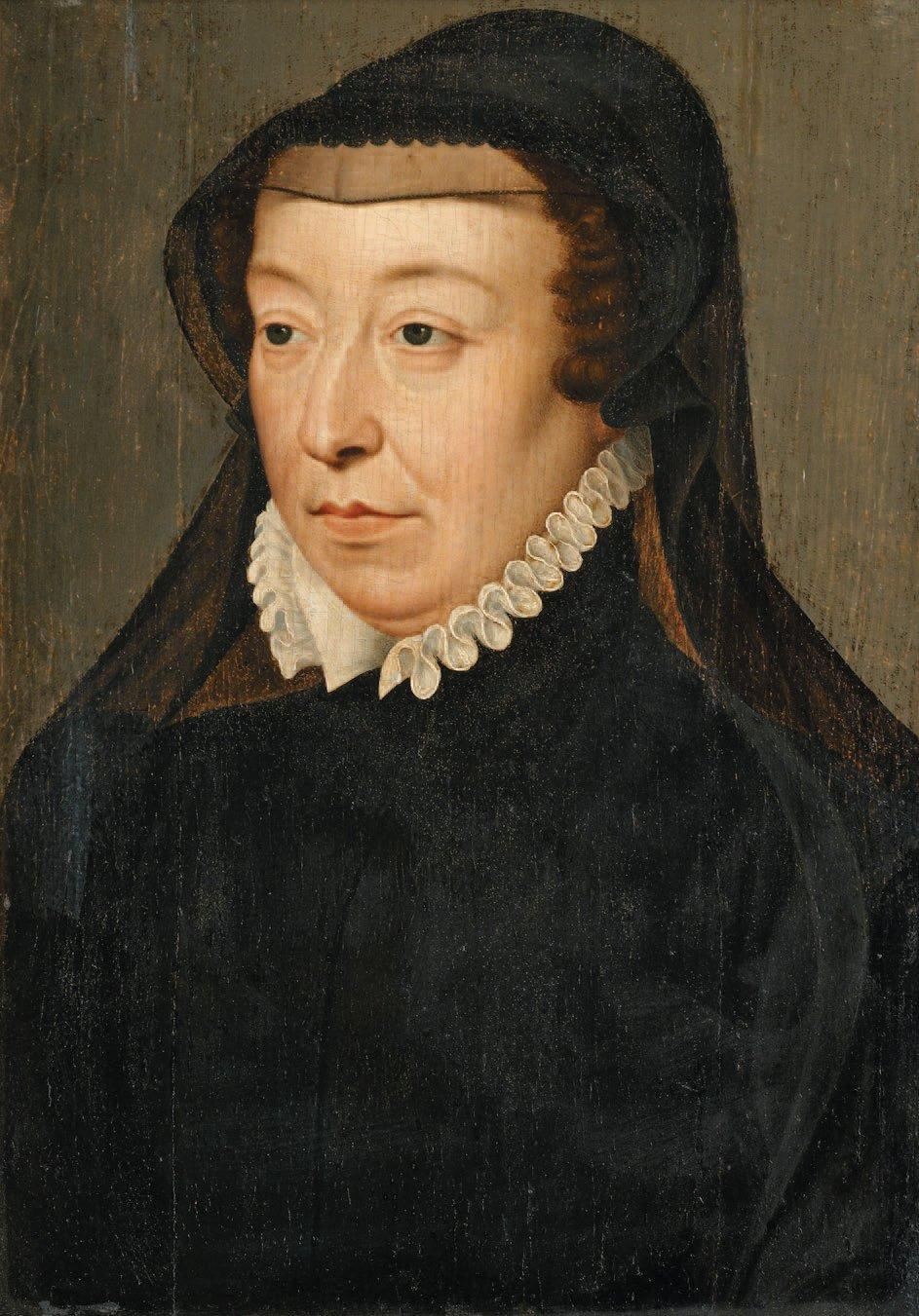
Catalina de Médici, reina que promulgó el edicto.

El Edicto de Saint-Germain fue un edicto promulgado por la reina regente de Francia Catalina de Médici en enero de 1562. El edicto permitía cierta libertad a los protestantes en la católica Francia, principalmente a los calvinistas hugonotes. En dicho edicto, se concedieron a estos algunas de sus peticiones (libertad de culto privado en las ciudades y público en los arrabales). 
Aunque este edicto podría aparecer como el principio del fin de la guerra entre calvinistas hugonotes y católicos, estas libertades obtenidas serían rechazadas por muchos católicos quienes presionaron al rey para abolir el edicto. 
Puesto que los hugonotes rechazaron negociar con el rey, comenzó la Guerra Civil. El 1 de marzo de ese mismo año, se produjo la matanza de calvinistas hugonotes en Wassy con Francisco de Guisa al frente.
El período de concilios y paces de esta guerra va desde 1562 (Bearn) hasta abril de 1598 (Edicto de Nantes).
- Datos: Q1194744